# Карновале (Савона)
Карновале је насеље у Италији у округу Савона, региону Лигурија.
Према процени из 2011. у насељу је живело 77 становника. Насеље се налази на надморској висини од 351 м.